# Heterostegane lungtanensis
Heterostegane lungtanensis är en fjärilsart som beskrevs av Eugen Wehrli 1939. Heterostegane lungtanensis ingår i släktet Heterostegane och familjen mätare. Inga underarter finns listade i Catalogue of Life.